# 乌德瓦拉大桥
乌德瓦拉大桥（瑞典語：Uddevallabron）是瑞典西海岸西约塔兰省乌德瓦拉的一座公路斜拉桥，跨越桑宁根海峡（属比峡湾的一部分），為欧洲E6公路在乌德瓦拉外围改道工程的一部分，其建成减轻了城市的交通拥堵，并且使两岸间的路程缩短了12（7.5英里）。乌德瓦拉大桥是瑞典主跨第二长的斜拉桥，仅次于厄勒海峡大桥。

## 设计
大桥总长1,712（5,617英尺），主跨414（1,358英尺），两侧边跨长度各179（587英尺），两岸引桥各有数个较小跨距。桥下净空高度51（167英尺），两座钢筋混凝土桥塔高度均为149（489英尺），斜拉索呈扇形分布。
大桥于1997年5月开始兴建，2000年5月20日正式开通。

## 建设

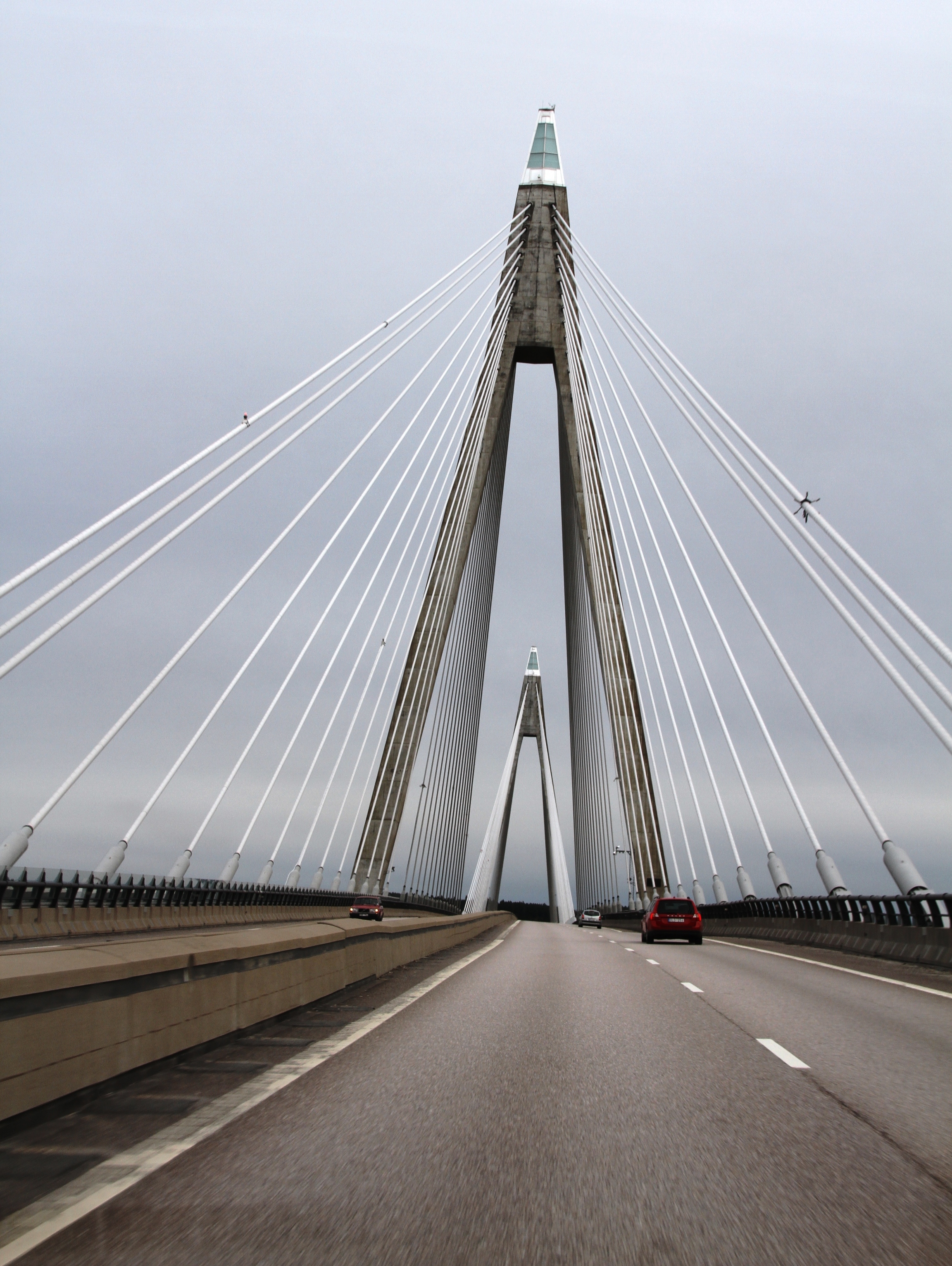
乌德瓦拉大桥的桥面、斜拉索及桥塔

大桥结构工程的设计由约翰内斯·霍尔特公司和斯堪雅公司承担，斯堪雅同时还是工程的总承包商，分包商是德国的阿尔平技术与工程服务有限公司（Alpin Technik und Ingenieurservice GmbH），钢斜拉索的供应商为威胜利国际（VSL International），支座及伸缩缝由瑞士玛格巴（mageba SA）提供，而派利提供了工程所用的模板和脚手架。
主跨采用钢－混凝土组合梁结构。全桥共用9,000吨钢及3.5万立方米混凝土，项目总投资7.23亿瑞典克朗（按2000年汇率，约合8,500万美元）。
项目建设过程中曾遇到了一个问题，南岸桥塔桩基施工中遭遇到15米深的“高山冰碛”，这比前期地质勘测所显示的结果要困难得多，承建商采用荷兰的打桩设备，才使问题最终得以解决。
在大桥通车后也出现了一个问题，冬季雨雪常会在斜拉索上产生积冰，这些积冰会掉落而砸中过往车辆。为安全起见，大桥在每年冬季不得不因此关闭数次，而绕行的路程长达12（7.5英里）。土木工程师们测试了PETD，一种利用瞬间电流对墙体或窗户进行除冰的方法，对于有特殊薄膜涂层的表面，不到一秒钟的颤动即可清除积冰，远远低于使用冰铲除冰所需的时间。他们决定为乌德瓦拉大桥覆盖一层厚度12密耳的PETD箔，以保证大桥不会结冰。